# Bundesstraße 494
Die Bundesstraße 494 (Abkürzung: B 494) ist eine deutsche Bundesstraße in Niedersachsen. Sie verläuft von Peine nach Hildesheim.

## Geschichte/Weiteres
Die Bundesstraße 494 wurde Anfang der 1970er Jahre eingerichtet, um das Netz der Bundesstraßen zu verbessern. Sie stellt jedoch nur eine Querverbindung zwischen Hildesheim und Peine dar. Der Ort Harsum wird über eine Umgehungsstraße umfahren.

## Verlauf
Die B 494 beginnt im nördlichen Stadtgebiet von Hildesheim an der B 6 (Nordumgehung Hildesheim), von der sie mit einer Ausfahrt abzweigt und führt als Kennedydamm in nördliche Richtung stadtauswärts. Es bestehen Anschlüsse zur Hildesheimer Nordstadt und zum Stadtteil Drispenstedt. Bis zur Autobahn-Anschlussstelle Hildesheim-Drispenstedt der A 7 ist sie vierstreifig mit Mitteltrennung ausgebaut. Nach Erreichen der Autobahn verlässt sie das Hildesheimer Stadtgebiet und führt als Umgehung an Asel und Harsum vorbei. Nach Erreichen des Landkreises Peine ist Clauen die erste Ortschaft, die von der Bundesstraße durchfahren wird. Es folgen dann Hohenhameln, Stedum-Bekum, die Ansiedlung Hofschwicheldt und Rosenthal. Hinter Rosenthal endet die B 494 vor dem Peiner Stadtgebiet und wird als B 65 weitergeführt, die hier von Hannover kommend einmündet.
Über 2 Kilometer der B 65 und 4 Kilometer der B 444 ist die B 494 mit der A 2 verbunden.